# Ivánc várkastélya
Ivánc várkastélya az Erdődy család Ivánc egykori vára helyén épített várkastélya volt Horvátországban, Ivanec településen. Az épület ma már nem áll, mert a második világháború után lebontották.

## Fekvése
A várkastély a település központjában, a plébániatemplom északi oldalán található városi park területén állt.

## Története
Ivánc alapítása a Jeruzsálemi Szent János Lovagrend, közismertebb nevükön a johanniták, vagy ispotályosok nevéhez fűződik. A település nevét a lovagrend által itt emelt Keresztelő Szent János tiszteletére szentelt kápolnáról kapta. Birtokuk központja Béla vára volt, de Béla várán kívül még több uradalmi központ is volt a vidéken, ilyen volt Ivánc is. A johanniták Horvátországból való távozása után a 15. század elején itteni birtokaik világi kezekbe kerültek. 1500 körül akkori birtokosa Corvin János 5600 aranydukátért Bélát és Iváncot a gersei Pethőknek adta el. Ezután Ivánc 1738-ig a Pethő család birtoka volt és ezalatt uradalmi központtá fejlődött, míg Béla elveszítette korábbi jelentőségét.
A 16. század elején részben a johanniták egykori Szent János templomának maradványaiból a Pethők felépítették itteni várukat. A várról az első írásos említés 1558-ból egy a gersei Pethők és Szilágyi Tamás közötti birtokper irataiban történik. Az építés ütemét valószínűleg az egyre gyakoribbá váló török támadások is siettették. Ivánc plébániáját 1547-ben említik először. 1564-ben I. Ferdinánd király megerősíti a Pethőket itteni birtokaikban. Az adománylevél az uradalomhoz tartozó falvak felsorolása mellett megemlíti, hogy Ivánc vára újjáépült, melyből arra lehet következtetni, hogy egy korábban lebontott erődített épület helyére építették. A régi vár területén végzett régészeti kutatások és a megtalált sok gótikus töredék megerősítették, hogy a Pethő család a korábbi Szent János templom maradványain új templomot épített, melyet az egyházi vizitáció 1649-ben említi először, de 1674-ben már romos volt. A vár sokszög alakú volt három védőtoronnyal. A falak a régi templomot vették körül, mely szintén arra utal, hogy egy korábbi erősség falainak és védőárkának nyomvonalát követték. Az árokba a Bistrica vizét vezették és a rajta átívelő híd vezetett a bejárathoz.
1728-ban meghalt Pethő János és vele fiágon kihalt a gersei Pethő család. Miután 1730-ban özvegye Falussy Borbála is elhunyt a birtok a királyra szállt. III. Károly király 1740-ben Bélával, Cerjével és Jurketineccel együtt Erdődy Lászlónak adományozta. Erdődy a kastélyt 1744 körül felújíttatta és egy második emeletet húzatott rá. A kastély körüli sáncárok vizét elvezettette, áthelyeztette a kápolnát és megszüntette a kastély udvarán lévő temetőt is. A család nem birtokolhatta háborítatlanul Iváncot, mert a gersei Pethők leányági leszármazottai 1763-ban pert indítottak a visszaszerzéséért. A pereskedés 54 évig tartott, végül 1817-ben azzal zárult, hogy Ivánc a Pethők leszármazottjáé lett, akik 1818-ban báró Pohárnoki-Hotkowich Ádámnak és Kukuljevich Antalnak adták el. 1867-ben a Kukuljevichek az egész kastélyt megvették és lényegében a második világháború végéig a birtok urai maradtak. A várkastély tetőzete 1943. október 27-én egy partizántámadás okozta tűzvészben leégett. A pusztulóban levő kastély maradványait 1946-ban államosították, majd miután helyreállítása elmaradt 1959-ben teljesen lebontották. Ma park van a helyén, ahol régészeti feltárások folynak.

## Mai állapota
Ivánc régi várának helye a plébániatemplom északi oldalán található városi park területe. A legutóbbi ásatások során feltárták kastélynál sokkal régebbi román kori Keresztelő Szent János templom maradványait.

## Híres emberek
A várkastélyban élt és alkotott Horvátország állami és kulturális életének kiemelkedő politikai személyisége Ivan Kukuljević Sakcinski, aki magas méltóságai betöltése után, életének vége felé visszavonult a politikától és hátralévő idejét az ivánci kastélyban a tudományos munkájának, főként a történelemnek szentelte. Ivan Kukuljević Sakcinski a horvát nemzeti megújhodás vezetője volt, aki 1843-ban a horvát szábor elnökeként, először tartott horvát nyelvű felszólalást (addig latinul beszéltek). Az ő érdeme volt, hogy 1847-ben a horvát nyelvet Horvátország hivatalos nyelvévé nyilvánították. Zágráb vármegye főispánja és a bán helyettese volt. Ő alapozta meg a modern horvát történetírást is. Mint író írt néhány drámát is, melyek közül a legjelentősebb a „Juraj i Sofia” volt, amit Erdődy Tamás 1593-as törökök fölötti hatalmas győzelme ihletett